# Centaurea diomedea
Centaurea diomedea — вид квіткових рослин айстрових (Asteraceae). Ендемік Італії (острови Тремоті).